# 3 Волос Вероники
3 Волос Вероники (лат. 3 Comae Berenices), HD 105778 — двойная звезда в созвездии Волос Вероники на расстоянии приблизительно 660 световых лет (около 202 парсек) от Солнца. Видимая звёздная величина звезды — +6,387m. Возраст звезды определён как около 992 млн лет.

## Характеристики
Первый компонент — белая звезда спектрального класса A4V, или A2V, или A0V, или A0. Масса — около 2,911 солнечной, радиус — около 4,491 солнечного, светимость — около 157,87 солнечной. Эффективная температура — около 8672 K.
Второй компонент — красный карлик спектрального класса M. Масса — около 543,85 юпитерианской (0,5192 солнечной). Удалён в среднем на 2,136 а.е..